# 怪人二十面相と少年探偵団
『怪人二十面相と少年探偵団』（かいじんにじゅうめんそうとしょうねんたんていだん）は、宝塚映像が制作し、関西テレビ「阪急ドラマシリーズ」枠で放送された、小林芳雄率いる少年探偵団と明智小五郎探偵が、神出鬼没の怪盗・怪人二十面相に立ち向かうサスペンスドラマである。
1983年10月7日から1984年3月30日まで放映され、続いて1984年4月6日から同年9月28日までが同一スタッフによって「パートII」として放映された。ここでは「パートII」についても記述する。

## 概要
江戸川乱歩の有名な少年少女向け小説シリーズである「少年探偵シリーズ」から、「明智小五郎探偵」、「怪人二十面相」のキャラクターを拝借し、現代の関西を舞台にオリジナルストーリーを展開したフィルム作品。
スポンサーの阪急グループが製作に絡んでおり、同グループの関西テレビと宝塚映像が制作したことから、物語の舞台は関西・阪神間となり、ロケ地も宝塚、尼崎、西宮、芦屋、神戸といった阪急沿線界隈を中心に撮影されている。明智探偵に事件を持ちこむのも「西宮南署」という、関西の実在の地名の付いた架空の警察署である。閑静な高級住宅街が多い、宝塚や芦屋の山の手での阪急沿線ロケによって、原作における戦前の麻布近辺と共通した雰囲気を狙っているほか、神戸港近辺の異国情緒もドラマを盛りたてている。監督は東宝出身の石田勝心（Iのみ）と大洲斉（IIのみ）と高野昭二が2話ごとに交代であたった。
劇中舞台は関西地方ではあるが、ごく一部のキャラクター（レギュラーでは田淵岩夫のみ）を例外として、関西弁や関西訛りは用いられず、せりふには標準語が使われている。「阪急ドラマシリーズ」初のナレーションを起用した作品で、俳優の前田昌明がナレーターを担当した。乱歩原作そのままの「です・ます」調の丁寧語が用いられ、前田独特の安定感のある語りが物語を引き立てている。

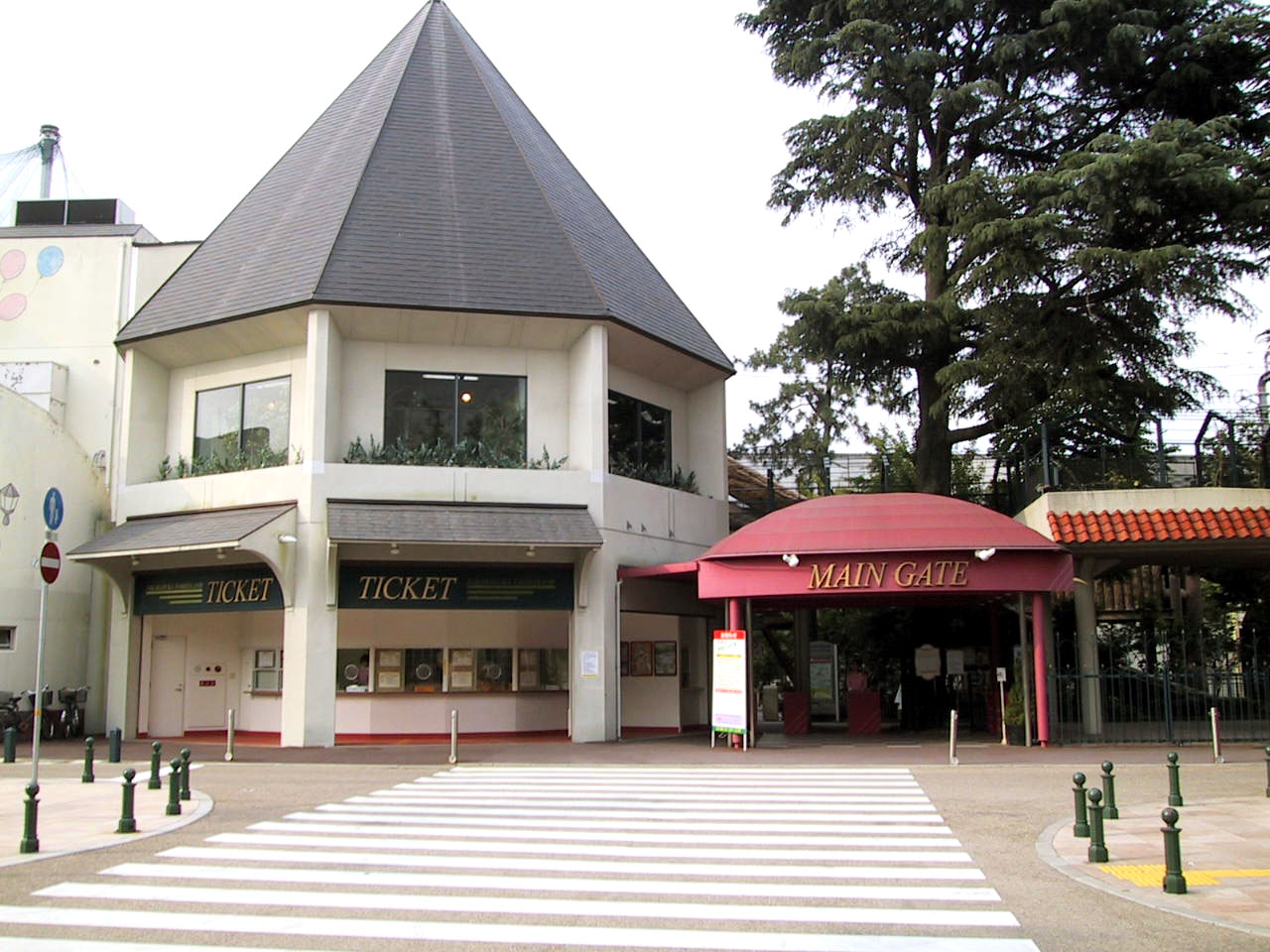
少年探偵団は二十面相によって夜の「宝塚ファミリーランド」に誘い出される…（「夜光る謎の黄金像」）

初代の二十面相のアジトには、須磨離宮公園、アジト内部には須磨水族園が使われている。また、阪急西宮スタジアムや宝塚ファミリーランド（宝塚映画の撮影所が併設）など、現在ではもう無い阪急関連の施設が舞台となった回も多い。
本放送後、関西テレビやサンテレビ・ファミリー劇場などで再放送が行われたものの、ビデオソフト化は行われていない。

## 「怪人二十面相と少年探偵団」

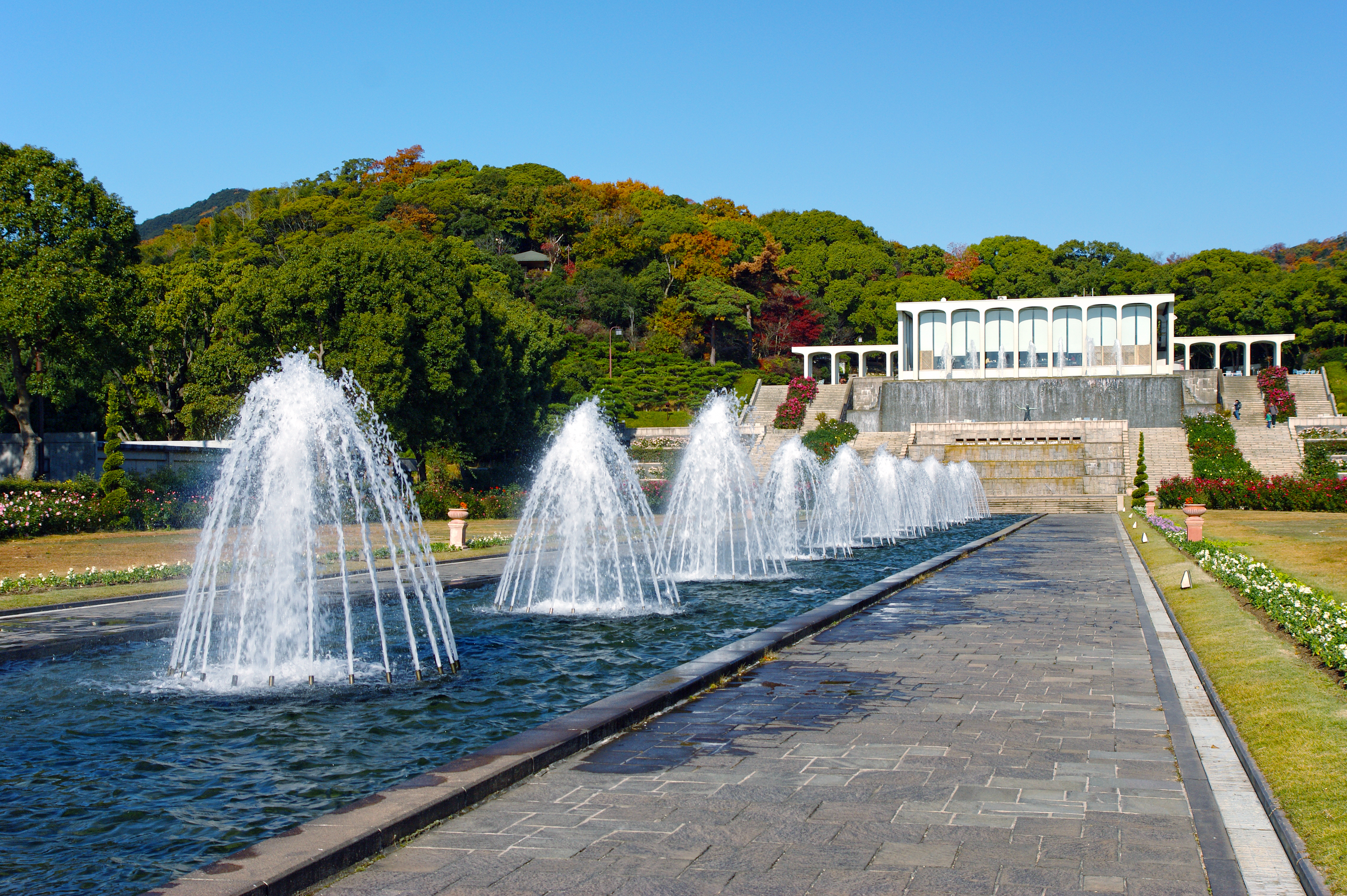
二十面相のアジトに使われた「須磨離宮公園」（「復讐鬼! 仮面の恐怖王」）

犯行前に堂々と予告をしてから獲物を狙う怪人二十面相と、それを阻まんとする明智小五郎と小林芳雄率いる少年探偵団の虚々実々の駆け引きをメインに展開された。複雑なストーリーを30分枠に収めるのは困難だったことから、1エピソードに付き2週1話完結の手法が採り入れられた。
「マントをなびかせ、神出鬼没の変装術で少年探偵団を翻弄する謎の怪盗」という原作通りのキャラクターを現代に蘇らせた「怪人二十面相」役には立川光貴が起用され、その彫りの深いバタ臭い容貌、演劇集団「円」で長年培った舞台風演技が、国籍不明の怪盗像を際立たせていた。ことにダンディな立川二十面相のキャラクター像は、最終回で明かされた意外な変装術に、驚愕の効果を与えている。これは、レギュラーの香盤を見て、あることに気づいたプロデューサーが急遽考え出したサプライズ・エンディングだったと言われる。

### キャスト
- 小林芳雄【少年探偵団長】：古川聰
- 怪人二十面相：立川光貴

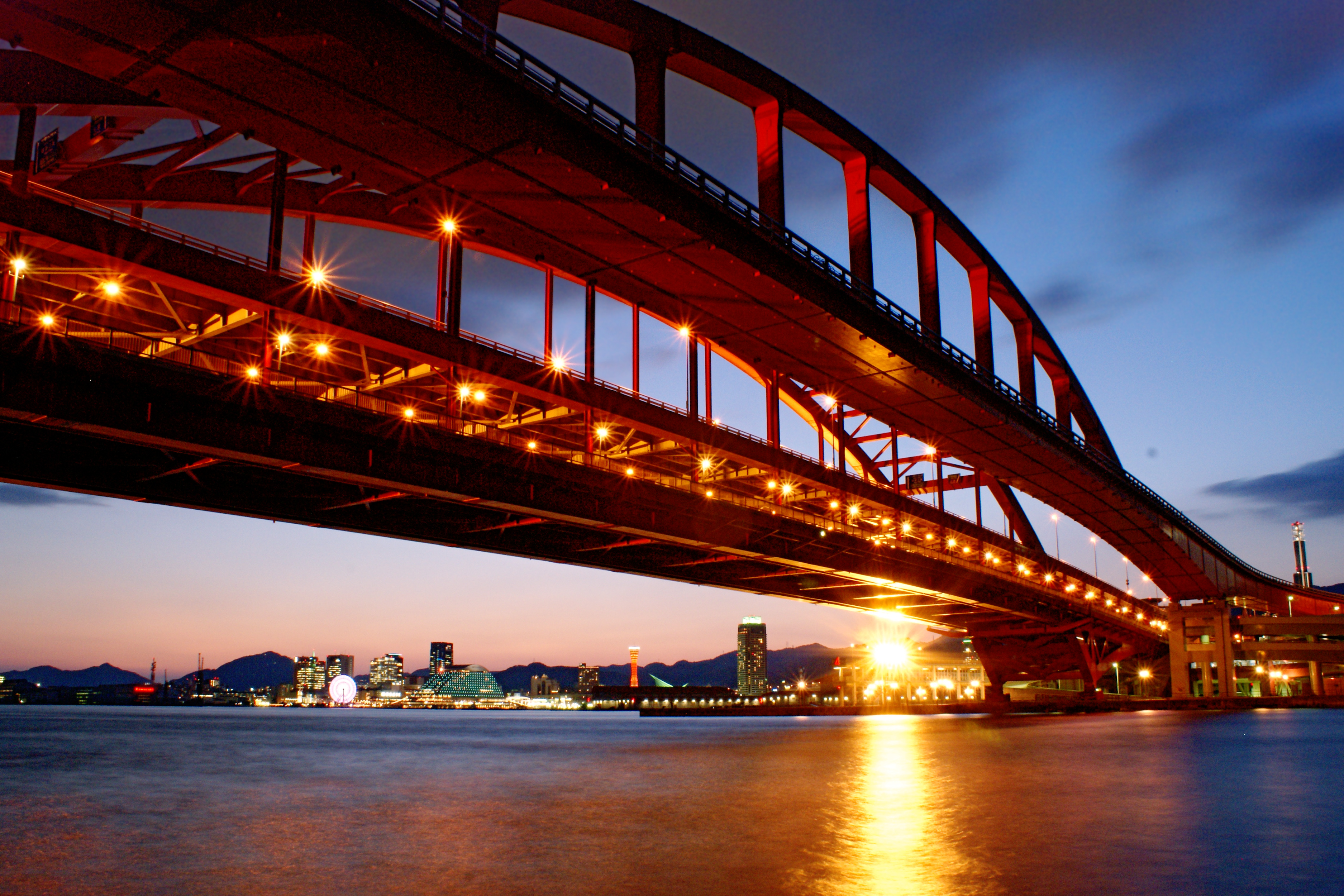
二十面相の水上スキーでの逃走が神戸港でロケされた（「死を賭けたBD銀輪隊」）

- 明智小五郎【名探偵・西宮大学教授、本作ではアケチ有線放送局を経営】：堀光昭
- 生田栄作【西宮南署刑事】：三角八朗
- 江川琢也(通称：豚まん)【好々軒店主・少年探偵団後援会長】：田渕岩夫
- 鬼塚寅松【西宮南署捜査課長】：浜崎満
- 今泉署長【西宮南署】：牧冬吉
- 綾小路　愛【明智の秘書】：河東けい
- 鏡　小夜子【西宮大学の学生・明智ゼミ生】：赤塚歩
- 桂　由加【美加、一平の姉】：山本咲子
- 真弓ナナ【新人アイドル】：雅（雅自身の曲「大胆素敵」を真弓ナナとして歌った）
- 秀麗【怪人二十面相の部下。謎の中国人】：遥洋子
- 八郎【好々軒店員】：若井けいじ
- 守【好々軒店員】：青芝モンタ
- 桂　美加【少年探偵団員】：柳田恵里香
- 桂　一平【少年探偵団員】：湯川裕己
- 生田千春【少年探偵団員】：中田真理亜
- 松井明彦【少年探偵団副団長】：山下隆二
- 篠崎　始【少年探偵団員】：堀谷育史
- 中尾　実【少年探偵団員】：前田雅之
- 少年探偵団員：沢田憲一
- 少年探偵団員：藤川真由美
- 少年探偵団員：若命文香
- ナレーター：前田昌明

### サブタイトル

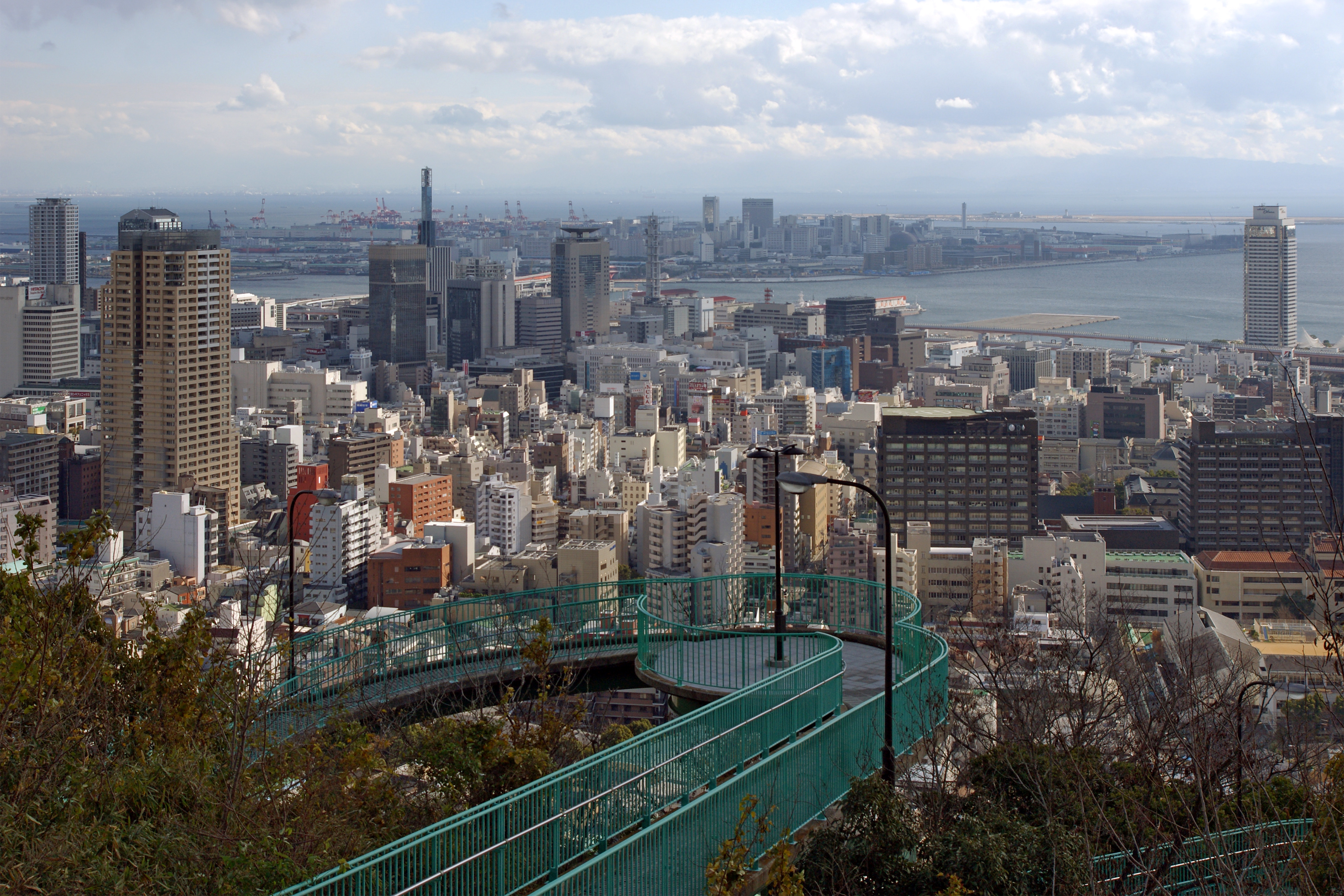
二十面相が闊歩した「ヴィーナスブリッジ」（「二十面相・怒りの犯罪」）

| 各回   | 放送日        | サブタイトル                    | 脚本              | 監督     | ゲスト     |
| ------ | ------------- | ------------------------------- | ----------------- | -------- | ---------- |
| 第1回  | 1983年10月7日 | 呪いの銀仮面 前篇               | 石森史郎          | 石田勝心 | 西山嘉孝   |
| 第2回  | 10月14日      | 呪いの銀仮面 後篇               | 石森史郎          | 石田勝心 | 西山嘉孝   |
| 第3回  | 10月21日      | 妖星人R現わる 前篇              | 飛鳥ひろし        | 高野昭二 | 清水章吾   |
| 第4回  | 10月28日      | 妖星人R現わる 後篇              | 飛鳥ひろし        | 高野昭二 | 清水章吾   |
| 第5回  | 11月4日       | 夜光る謎の黄金像 前篇           | 石森史郎          | 石田勝心 | 柳原久仁夫 |
| 第6回  | 11月11日      | 夜光る謎の黄金像 後篇           | 石森史郎          | 石田勝心 | 柳原久仁夫 |
| 第7回  | 11月18日      | 絵地図の謎と少女歌手 前篇       | 飛鳥ひろし        | 高野昭二 | 永田光男   |
| 第8回  | 11月25日      | 絵地図の謎と少女歌手 後篇       | 飛鳥ひろし        | 高野昭二 | 永田光男   |
| 第9回  | 12月2日       | 恐怖を呼ぶ魔の黄金仮面 前篇     | 石森史郎 石田勝心 | 石田勝心 | 堀内一市   |
| 第10回 | 12月9日       | 恐怖を呼ぶ魔の黄金仮面 後篇     | 石森史郎 石田勝心 | 石田勝心 | 堀内一市   |
| 第11回 | 12月16日      | 怪盗・都大路を走る 前篇         | 飛鳥ひろし        | 高野昭二 | 溝田繁     |
| 第12回 | 12月23日      | 怪盗・都大路を走る 後篇         | 飛鳥ひろし        | 高野昭二 | 溝田繁     |
| 第13回 | 1984年1月13日 | 魔術師は夜きたる 前篇           | 石森史郎          | 石田勝心 | 松旭斎滉洋 |
| 第14回 | 1月20日       | 魔術師は夜きたる 後篇           | 石森史郎          | 石田勝心 | 松旭斎滉洋 |
| 第15回 | 1月27日       | 二十面相・怒りの犯罪 前篇       | 飛鳥ひろし        | 高野昭二 | 下元年世   |
| 第16回 | 2月3日        | 二十面相・怒りの犯罪 後篇       | 飛鳥ひろし        | 高野昭二 | 下元年世   |
| 第17回 | 2月10日       | 謎を呼ぶ恐怖の発明 前篇         | 飛鳥ひろし        | 石田勝心 | 大木正司   |
| 第18回 | 2月17日       | 謎を呼ぶ恐怖の発明 後篇         | 飛鳥ひろし        | 石田勝心 | 大木正司   |
| 第19回 | 2月24日       | 怪奇、謎の名バイオリニスト 前篇 | 飛鳥ひろし        | 高野昭二 | 佐古雅誉   |
| 第20回 | 3月2日        | 怪奇、謎の名バイオリニスト 後篇 | 飛鳥ひろし        | 高野昭二 | 佐古雅誉   |
| 第21回 | 3月9日        | 復讐鬼! 仮面の恐怖王 前篇       | 石森史郎          | 石田勝心 | 芝本正     |
| 第22回 | 3月16日       | 復讐鬼! 仮面の恐怖王 後篇       | 石森史郎          | 石田勝心 | 芝本正     |
| 第23回 | 3月23日       | 怪奇! 地底の秘密 前篇           | 石森史郎          | 高野昭二 | 西山辰夫   |
| 第24回 | 3月30日       | 怪奇! 地底の秘密 後篇           | 石森史郎          | 高野昭二 | 西山辰夫   |

## 「怪人二十面相と少年探偵団II」
「パートII」は、「前作のラストで死んだと思われた二十面相はじつは生きていた」と云う出だしで始まるが、登場キャラクター・舞台設定などは主役の小林少年を除いて一新されており、両作品の世界観はパラレルワールドの関係にある。監督は石田勝心が大映京都出身の大洲斉に交代、高野昭二は留任した。
前作では明智探偵の活躍が強調された反面、タイトルロールである少年探偵団の印象が弱まったことへの反省から、本作品では明智のポジションは若干引き気味となり（登場しない回もある）、神出鬼没の二十面相に果敢に挑む少年探偵団の冒険活劇としての印象を強くしている。

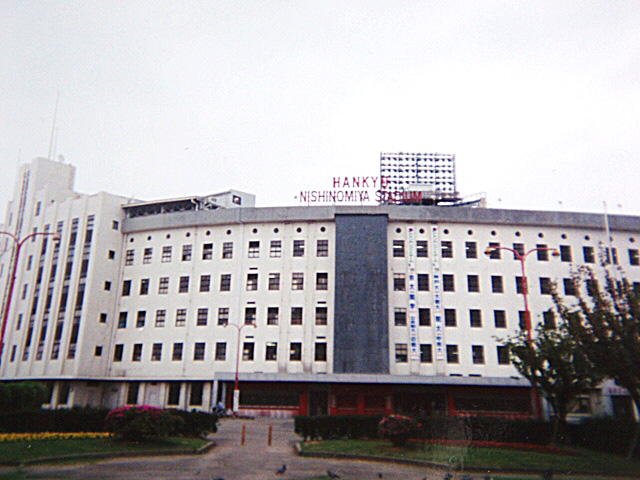
二十面相は劇中で、「阪急西宮スタジアム」と掲げられた頂上の看板部分に現れた（「怒れる二十面相の誇り」）

二十面相役には山本昌平が起用されたが、山本の二十面相は「人間を人形に変えてしまう」など怪奇色の強いキャラクターとなり、劇中では常に赤い照明が当てられ、演出面でも前作とはがらりと変わった不気味さが強調されていた。山本は二十面相役について番組開始当時、「いつかは演りたかった役なので、こんなに早く演じられて嬉しい」とコメントしていた。
放送当時、阪急西宮球場で行われた阪急ブレーブスの開幕戦では「怪人二十面相・現る!」と予告され、山本が二十面相の出で立ちで始球式に登板した。阪急西宮球場は、劇中でも二十面相出現の舞台として登場している。
2009年6月から2010年1月にかけてファミリー劇場にて再放送された。

### キャスト（II）
- 小林芳雄【少年探偵団長】：古川聰
- 怪人二十面相：山本昌平

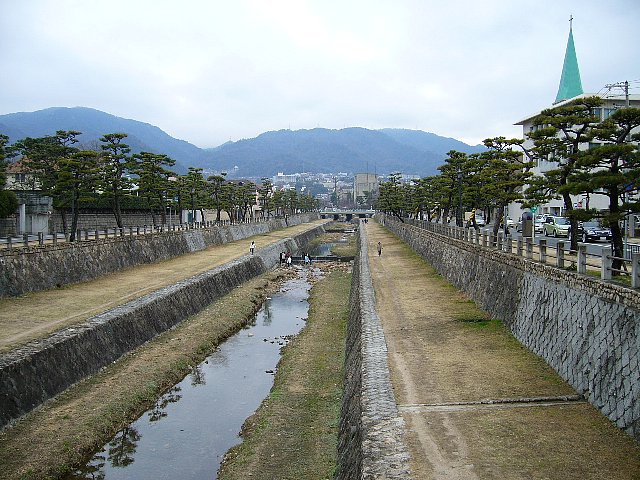
芦屋川で少年探偵団自転車隊の捜査風景がロケされた

- 明智小五郎【名探偵、本作では明智スポーツセンターを経営】：加納竜
- 駒田六平警部補(通称：困った刑事)【西宮南署・二十面相専従班】：山谷初男
- 吉野弥生【明智の助手】：野田浩子
- 野末光子【スポーツセンターの水泳コーチ】：前川篤美、佐熊由香里[4]
- 佐多　仁（大僧正）【少年探偵団員】：小林秀明
- 綿貫五月（タヌキ）【少年探偵団員】：中田真理亜
- 中井博士（ハカセ）【少年探偵団員】：山下和哉
- 大杉　勝（カッチン）【少年探偵団員】：白井哲也
- 山川雅代（マーさん）【少年探偵団員】：山野雅代
- エジソン【少年探偵団副団長】：沢田憲一
- 日高小百合（メダカ）【少年探偵団員】：藤川真由美
- 大下文香（チャメ）【少年探偵団員】：若命文香
- ナッコ【少年探偵団員】：中野千夏
- ミーコ【少年探偵団員】：幾野美穂
- ナレーター：前田昌明

### サブタイトル（II）
| 各回   | 放送日        | サブタイトル                   | 脚本       | 監督     | ゲスト     |
| ------ | ------------- | ------------------------------ | ---------- | -------- | ---------- |
| 第1回  | 1984年4月13日 | 誘拐魔は悪魔人形               | 石森史郎   | 大洲斉   | 寺下貞信   |
| 第2回  | 4月27日       | 悪魔人形の正体は               | 石森史郎   | 大洲斉   | 寺下貞信   |
| 第3回  | 5月4日        | 呪いの変身・数学天才少年       | 飛鳥ひろし | 高野昭二 | 端田宏三   |
| 第4回  | 5月11日       | 恐怖を呼ぶ数学天才少年         | 飛鳥ひろし | 高野昭二 | 端田宏三   |
| 第5回  | 5月18日       | 初恋の人は吸血妖精？           | 石森史郎   | 大洲斉   | 川田あつ子 |
| 第6回  | 5月25日       | 危機一髪! 団長の失恋           | 石森史郎   | 大洲斉   | 川田あつ子 |
| 第7回  | 6月1日        | 呪われた鸚鵡の謎               | 飛鳥ひろし | 高野昭二 | 田畑猛雄   |
| 第8回  | 6月8日        | 生か死か謎の女医               | 飛鳥ひろし | 高野昭二 | 田畑猛雄   |
| 第9回  | 6月29日       | 対決! 謎のカンフーマン         | 石森史郎   | 大洲斉   | 竜咲隼人   |
| 第10回 | 7月6日        | 逆転! 二十面相の血の涙         | 石森史郎   | 大洲斉   | 竜咲隼人   |
| 第11回 | 7月13日       | 恐怖! お化屋敷の美女           | 飛鳥ひろし | 高野昭二 | 田中綾子   |
| 第12回 | 7月20日       | 危機一髪! 二センチ四方の秘密   | 飛鳥ひろし | 高野昭二 | 田中綾子   |
| 第13回 | 7月27日       | 口裂け怪人の影が笑う           | 石森史郎   | 大洲斉   | 千葉保     |
| 第14回 | 8月3日        | 死を賭けたBD銀輪隊             | 石森史郎   | 大洲斉   | 千葉保     |
| 第15回 | 8月10日       | 呪われた亡霊のたたり           | 飛鳥ひろし | 高野昭二 | 松岡与志雄 |
| 第16回 | 8月17日       | 二十面相・ついに殺人?!         | 飛鳥ひろし | 高野昭二 | 松岡与志雄 |
| 第17回 | 8月24日       | 謎を呼ぶ爆破予告               | 石田勝心   | 大洲斉   | 北見唯一   |
| 第18回 | 8月31日       | 怒れる二十面相の誇り           | 石田勝心   | 大洲斉   | 北見唯一   |
| 第19回 | 9月7日        | 恐怖の透明人間                 | 飛鳥ひろし | 高野昭二 | 佐竹明夫   |
| 第20回 | 9月14日       | 謎を呼ぶ透明人間               | 飛鳥ひろし | 高野昭二 | 佐竹明夫   |
| 第21回 | 9月21日       | 透明人間より恐い奴             | 飛鳥ひろし | 高野昭二 | 佐竹明夫   |
| 第22回 | 9月28日       | コマッタ! 駒田警部補が消えた？ | 石森史郎   | 大洲斉   | 岩城力哉   |
| 第23回 | 10月5日       | 大勝利! 二十面相逮捕される     | 石森史郎   | 大洲斉   | 岩城力哉   |

## 主題歌
- 「少年探偵団」 作詞：SHOW / 作曲・編曲：和泉一弥 / 唄：キャメロット

## スタッフ
- 原作：江戸川乱歩 「少年探偵江戸川乱歩全集」（ポプラ社刊）
- 脚本：石森史郎、飛鳥ひろし、石田勝心
- プロデューサー：栢原幹（関西テレビ）、野村純一（第1作目のみ）、三浦紘（ともに宝塚映像）
- 音楽：渡辺岳夫
- 撮影：石田寿昭（I）→久保久雄（II）
- 照明：竹山直行、谷口義春
- 美術：福田弘
- 録音：竹中直
- 整音：松下薫、湯浅重雄
- 編集：山口喜義
- 記録：岡崎洋子
- 計測：沢井昭（I）→藤戸嘉文（II）
- 衣裳デザイン：立亀長三
- メーク：堺かつら
- タイトル構成：安井悦朗
- 現像：東洋現像所
- 製作主任：高山徳太
- 製作進行：大北晴四郎
- 演技事務：下田武応
- 助監督：平間厚
- 監督：石田勝心（I）→大洲斉（II）、高野昭二
- 制作著作：関西テレビ、宝塚映像

## ネット局
| 対象地域   | 放送局     | 放送時間           | 備考       |
| ---------- | ---------- | ------------------ | ---------- |
| 近畿広域圏 | 関西テレビ | 金曜 19:00 - 19:30 | 制作局     |
| 関東広域圏 | フジテレビ | 金曜 16:00 - 16:30 | [ 注釈 1 ] |
| 中京広域圏 | 東海テレビ |                    |            |

他の「阪急ドラマシリーズ」と同様、一部のFNS系列局でも番組販売形式で放送された。